# Leevi and the Leavings

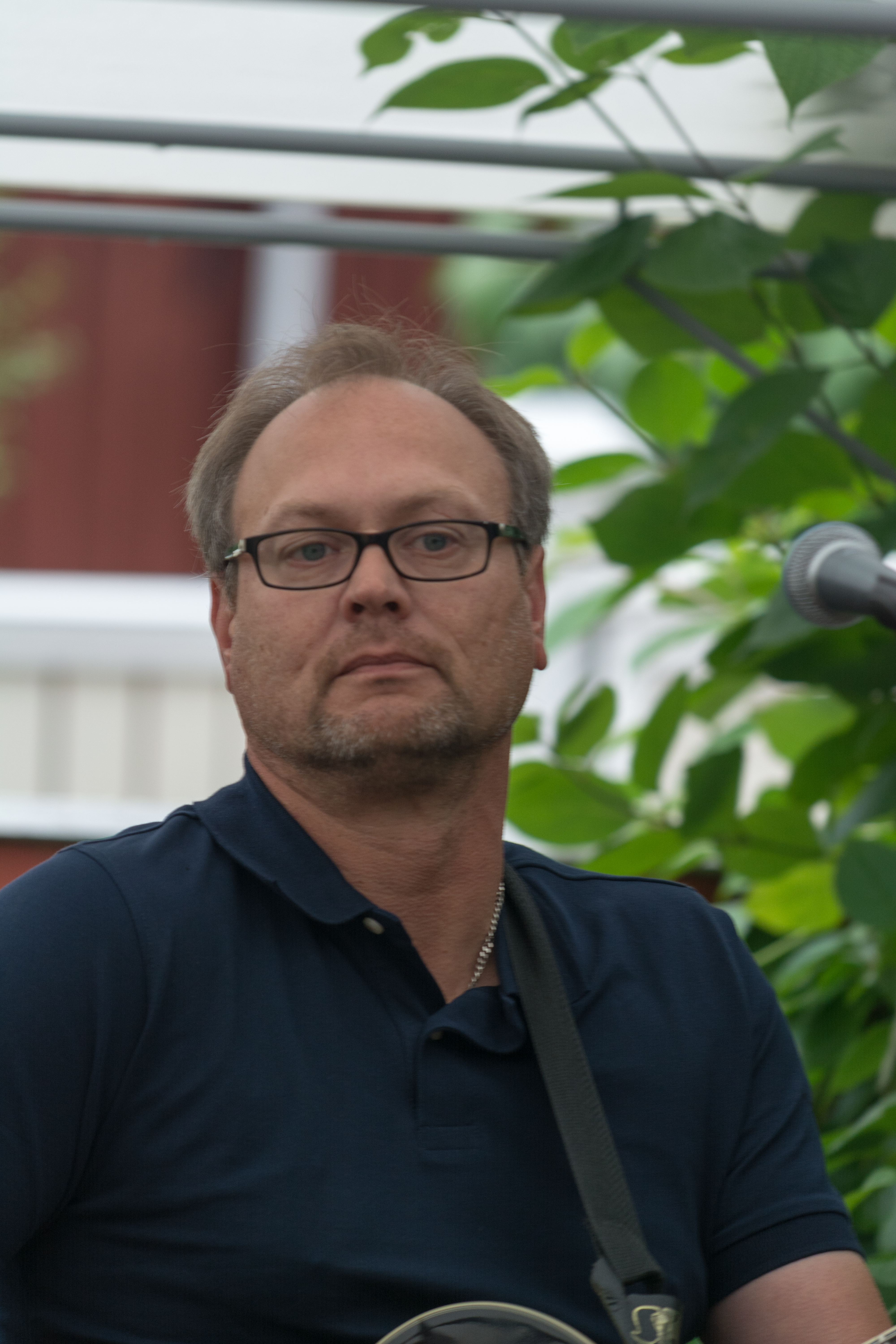
Niklas Nylund, membre de Leevi and the Leavings, en 2013

Leevi and the Leavings était un groupe de musique populaire en Finlande, qui a existé de 1978 à 2004.
Le groupe était formé de Gösta Sundqvist, Risto Paananen, Juha Karastie et Niklas Nylund. Gösta Sundqvist était le leader du groupe, il en composait et écrivait l'ensemble des chansons et il en était le chanteur. Il était un personnage intéressant ne donnant que très rarement des interviews et n'apparaissant que peu à la télévision, alors même qu'il animait un programme radio sur YLE, le groupe de radio-télévision national.
La musique du groupe reposait en grande partie sur le mélange des textes tragi-comiques de Gösta Sundqvist utilisés dans les couplets avec des refrains accrocheurs. Le meilleur exemple du style du groupe est peut-être la chanson Teuvo, maanteiden kuningas ("Teuvo, le roi des autoroutes"). Le texte de cette chanson raconte l'histoire d'un conducteur imprudent se rêvant pilote de rallye. Parmi les autres chansons connues, citons Rin Tin Tin, un souvenir doux-amer d'une longue histoire d'amour révolue, Unelmia ja toimistohommia ("rêves et bureau"), Pohjois-Karjala ("Carélie du nord") et Itkisitkö onnesta ("pleurerais-tu de bonheur"). Beaucoup de personnes en Finlande considèrent que les textes des chansons de Leevi and the Leavings sont parmi les meilleurs qu'un groupe pop finlandais ait écrit. Un programme télévisé, basé sur les personnages de leurs chansons, a été diffusé en Finlande.
Le groupe était extrêmement populaire en Finlande et de nombreuses chansons sont reprises dans les bars karaoké du pays. Aussi populaire soit-il, Leevi and the Leavings a la particularité de n'avoir jamais joué en concert. Le 15 août 2003, Gösta Sundqvist meurt à l'âge de 46 ans, le groupe ne survivra pas à cette disparition et se séparera officiellement en 2004.

## Discographie
Leevi and the Leavings a sorti 16 albums entre 1980 et 2003 :
- 1980 : Suuteleminen kielletty (Interdit d'embrasser)
- 1981 : Mies, joka toi rock n' rollin Suomeen (L'homme qui apporta le Rock 'n' Roll en Finlande)
- 1982 : Kadonnut laakso (La vallée perdue)
- 1985 : Raha ja rakkaus (Argent et amour)
- 1986 : Perjantai, 14. päivä (Vendredi 14)
- 1988 : Häntä koipien välissä (La queue entre les jambes)
- 1989 : Musiikkiluokka (Cours de musique)
- 1990 : Varasteleva joulupukki (Cambrioler le père Noël)
- 1991 : Raparperitaivas (Le paradis de la rhubarbe)
- 1993 : Turkmenialainen tyttöystävä (Une petite amie turque)
- 1995 : Rakkauden planeetta (Planète d'amour)
- 1996 : Käärmenäyttely (Exposition de serpents)
- 1998 : Kerran elämässä (Une fois dans la vie)
- 2000 : Bulebule
- 2002 : Onnen avaimet (Les clefs du bonheur)
- 2003 : Hopeahääpäivä (Noces d'argent)